# Sylwia Jaśkowiec
Sylwia Jaśkowiec (* 1. März 1986 in Myślenice) ist eine ehemalige polnische Skilangläuferin.

## Werdegang
Jaśkowiec lief im Januar 2004 in Nové Město ihr erstes Weltcuprennen, welches sie mit dem 55. Platz im Sprint beendete. Ihre ersten Weltcuppunkte holte sie in Liberec in der Saison 2007/08 mit dem 27. Platz über 7,6 km Freistil. Ihre besten Ergebnisse bei den nordischen Skiweltmeisterschaften 2009 in Liberec waren der 30. Platz im Sprint und der sechste Platz mit der Staffel. Bei den U23-Weltmeisterschaften 2009 in Praz de Lys gewann sie Gold über 10 km Freistil und im 15-km-Verfolgungsrennen. Ihre beste Platzierung bei den Olympischen Winterspielen 2010 in Vancouver war der 24. Rang im 30-km-Massenstartrennen. Bei der Saisonvorbereitung 2010/11 brach sie sich bei einem Unfall auf Rollerski die Schulter. Ihr erstes Rennen danach lief sie zum Saisonbeginn der Saison 2011/12. In der Saison erreichte sie hauptsächlich Platzierungen außerhalb der Punkte. Bei den nordischen Skiweltmeisterschaften 2013 im Val di Fiemme belegte sie den 48. Platz über 10 km Freistil und den neunten Rang im Teamsprint. In der Saison 2013/14 schaffte sie in Szklarska Poręba mit dem vierten Platz im Sprint, ihr bestes Weltcupergebnis im Einzel. Ihre besten Platzierungen bei den Olympischen Winterspielen 2014 in Sotschi waren der siebte Platz mit der Staffel und der fünfte Rang im Teamsprint. Die Saison beendete sie auf den 40. Platz in der Weltcupgesamtwertung.
In der Saison 2014/15 belegte Jaśkowiec den 36. Platz bei der Nordic Opening in Lillehammer und der 16. Rang bei der Tour de Ski 2015. Bei den nordischen Skiweltmeisterschaften 2015 in Falun gewann sie Bronze zusammen mit Justyna Kowalczyk im Teamsprint. Im Gesamtweltcup errang sie den 34. Platz. Ihre besten Platzierungen bei den Olympischen Winterspielen 2018 in Pyeongchang waren der 24. Platz über 10 km Freistil und der siebte Rang zusammen mit Justyna Kowalczyk im Teamsprint. Letztmals im Weltcup startete sie im März 2018 beim Weltcup-Finale in Falun, wobei sie den 42. Platz errang.

## Teilnahmen an Weltmeisterschaften und Olympischen Winterspielen

### Olympische Spiele
- 2010 Vancouver: 24. Platz 30 km klassisch Massenstart, 28. Platz 10 km Freistil, 34. Platz 15 km Skiathlon
- 2014 Sotschi: 5. Platz Teamsprint klassisch, 6. Platz Staffel, 31. Platz 30 km Freistil Massenstart, 62. Platz Sprint Freistil
- 2018 Pyeongchang: 7. Platz Teamsprint Freistil, 10. Platz Staffel, 24. Platz 10 km Freistil, 30. Platz 15 km Skiathlon, 37. Platz Sprint klassisch

### Nordische Skiweltmeisterschaften
- 2009 Liberec: 6. Platz Staffel, 30. Platz Sprint Freistil, 30. Platz 15 km Verfolgung
- 2013 Val di Fiemme: 9. Platz Teamsprint Freistil, 48. Platz 10 km Freistil
- 2015 Falun: 3. Platz Teamsprint Freistil, 5. Platz Staffel, 14. Platz 10 km Freistil, 32. Platz Sprint klassisch

## Platzierungen im Weltcup

### Weltcup-Statistik
Die Tabelle zeigt die erreichten Platzierungen im Einzelnen.
- 1.–3. Platz: Anzahl der Podiumsplatzierungen
- Top 10: Anzahl der Platzierungen unter den ersten zehn
- Punkteränge: Anzahl der Platzierungen innerhalb der Punkteränge
- Starts: Anzahl gelaufener Rennen in der jeweiligen Disziplin
- Hinweis: Bei den Distanzrennen erfolgt die Einordnung gemäß FIS.

| Platzierung         | Distanzrennen a | Distanzrennen a | Distanzrennen a | Distanzrennen a | Distanzrennen a | Skiathlon Verfolgung | Sprint | Etappen- rennen b | Gesamt | Team c | Team c  |
| Platzierung         | ≤ 5 km          | ≤ 10 km         | ≤ 15 km         | ≤ 30 km         | > 30 km         | Skiathlon Verfolgung | Sprint | Etappen- rennen b | Gesamt | Sprint | Staffel |
| ------------------- | --------------- | --------------- | --------------- | --------------- | --------------- | -------------------- | ------ | ----------------- | ------ | ------ | ------- |
| 1. Platz            |                 |                 |                 |                 |                 |                      |        |                   |        |        |         |
| 2. Platz            |                 |                 |                 |                 |                 |                      |        |                   |        |        |         |
| 3. Platz            | 1               |                 |                 |                 |                 |                      |        |                   | 1      | 1      |         |
| Top 10              | 1               |                 |                 |                 |                 |                      | 1      |                   | 2      | 1      | 1       |
| Punkteränge         | 5               | 9               | 1               | 2               |                 | 6                    | 7      | 2                 | 32     | 4      | 6       |
| Starts              | 10              | 28              | 6               | 3               |                 | 13                   | 42     | 7                 | 109    | 4      | 6       |
| Stand: Karriereende |                 |                 |                 |                 |                 |                      |        |                   |        |        |         |

### Weltcup-Gesamtplatzierungen
| Saison  | Gesamt | Gesamt | Distanz | Distanz | Sprint | Sprint |
| Saison  | Punkte | Platz  | Punkte  | Platz   | Punkte | Platz  |
| ------- | ------ | ------ | ------- | ------- | ------ | ------ |
| 2007/08 | 12     | 78.    | 4       | 65.     | 8      | 65.    |
| 2008/09 | 22     | 75.    | 22      | 48.     | –      | –      |
| 2009/10 | 20     | 91.    | 20      | 65.     | –      | –      |
| 2010/11 | –      | –      | –       | –       | –      | –      |
| 2011/12 | 2      | 112.   | –       | –       | –      | –      |
| 2012/13 | –      | –      | –       | –       | –      | –      |
| 2013/14 | 152    | 40.    | 64      | 35.     | 80     | 29.    |
| 2014/15 | 206    | 34.    | 123     | 30.     | 23     | 51.    |
| 2015/16 | –      | –      | –       | –       | –      | –      |
| 2016/17 | –      | –      | –       | –       | –      | –      |
| 2017/18 | 1      | 106.   | 1       | 81.     | –      | –      |